# Puntone di Scarlino
Il Puntone di Scarlino (già Portiglione o Portiglioni) è una frazione del comune italiano di Scarlino, nella provincia di Grosseto, in Toscana.

## Geografia fisica
Il Puntone è situato lungo la costa tirrenica presso la baia di Portiglioni, alla foce del canale allacciante del padule di Scarlino, all'interno del golfo di Follonica. La località dista circa 40 km da Grosseto e poco più di 7 km dal capoluogo comunale.

## Storia
La frazione del Puntone sorge in un'area anticamente occupata dal lago di Scarlino, oggi divenuto palude, sulle cui sponde si era sviluppato, dal IV secolo a.C., un insediamento a vocazione manifatturiera e siderurgica. Tra la fine del III secolo a.C. e la prima metà del secolo successivo è documentata la presenza di un vivace porto situato nel lembo di costa tra il Puntone e Portiglioni, identificabile con lo scomparso Portus Scabris citato da Tito Livio, attivo nel commercio del minerale ferroso dell'isola d'Elba, vino, olio e vasellame. Alla fine dell'età repubblicana, il sistema portuale viene potenziato e l'insediamento diviene un vero e proprio centro industriale su vasta scala: sono questi gli anni in cui vengono realizzati impianti termali, strutture ricettive e il vasto complesso edilizio della Manliana, stazione di posta per la sosta e il ristoro dei viandanti. A partire dalla fine del I secolo a.C. si assiste in tutti i territori di Populonia ad un crisi dell'industria siderurgica e la principale attività di queste terre diviene l'agricoltura: numerose sono le ville e le fattorie che in questo periodo sorgono intorno al lago e all'insediamento portuale.
Con il II secolo d.C. si ha un progressivo spopolamento delle campagne, ma Portus Scabris rimane un centro vitale e anche dopo la caduta dell'impero romano il porto continua ad offrire riparo e rifornimenti alla navi. A cominciare dal VI-VII secolo d.C., tuttavia, il centro inizia ad essere sempre meno frequentato e lo scalo poco sfruttato. In epoca alto-medievale, lo scalo rientra nel territorio del castello di Alma, e in un atto di vendita dell'abbazia di San Bartolomeo a Sestinga, datato 22 settembre 1104, la località è citata con il nome di Portiglione: è attestata la presenza di una chiesa dedicata a San Severo, probabilmente filiale della perduta pieve di San Giovanni. Passata sotto il dominio di Pisa, la località è menzionata nello statuto (il Breve) del 1286, dove si rammenta di una via selciata che attraversa lo stagno detto di Portiglioni. Lo scalo di Portiglioni è utilizzato anche nel corso del XIV secolo, e seppure ormai considerato alla stregua di un porticciolo, è ancora in grado di accogliere una nave di grande dimensioni quale la galea: lo dimostra una sentenza del 14 settembre 1311 emessa dal conte Federico da Montefeltro nei confronti di Chellino Picciuoli, il quale aveva scaricato il grano con la propria barca al porto di Portiglioni invece che a quello di Piombino come gli era stato richiesto. Nel corso di tutto il medioevo, tuttavia, il commercio è assai ridotto e si limita a sale e grano. A partire dal XVI secolo, il territorio del Puntone si spopola progressivamente, fino ad essere quasi abbandonato per l'insalubrità dell'aria, dovuta all'impaludamento del lago, e la diffusione della malaria: nel XVIII secolo, tuttavia, il porticciolo è ancora utilizzato come scalo da piccoli bastimenti.
Nel XIX secolo, sotto i Lorena, viene avviato il programma di bonifica del padule. Tra il 1832 e il 1836 è scavato il canale allacciante ed eliminato lo scalo interno al lago, mentre quello esterno torna ad essere nuovamente utilizzato a partire dai primi anni del Novecento, quando dal 1905 vengono costruite le prime teleferiche per il trasporto della pirite da cui ricavare l'acido solforico. Tra il 1910 e il 1956, inoltre, vengono riutilizzate le scorie risalenti all'epoca romana accumulatesi sul cordone sabbioso che separava il lago dal mare, nell'area oggi chiamata Poggetti Butelli, che significò la perdita di importanti dati archeologici.
Tra il 1960 e il 1962 viene realizzato il canale artificiale a servizio del nuovo impianto chimico del Casone e durante la sua costruzione sono impudentemente distrutti resti di edifici romani. Con l'avviamento del vicino impianto del Casone (1962) e la successiva chiusura dell'attività di imbarco pirite nel 1978, il Puntone cessa per sempre la propria storica attività industriale e diviene una frequentata località balneare, grazie alla bellezza delle proprie spiagge e la presenza di piccole calette poco frequentate da un turismo di massa. Nel 2003 viene inaugurato il porto turistico Etrusca Marina, rendendo il Puntone una pregiata località balneare di élite.

## Monumenti e luoghi d'interesse
L'elemento di maggiore interesse della frazione è costituito dalla struttura del casello idraulico del Puntone, realizzato nel 1905 su progetto di Tommaso Lamberti. Si presenta come una tipica costruzione che riflette l'eclettismo architettonico dei revival dei primi del Novecento. Dal 2009 ospita all'interno il Museo archeologico di Portus Scabris. Interessante anche l'adiacente magazzino e la struttura del ponte a cateratte sul fiume Pecora. Presso il porto turistico è situato invece il monumento a Giuseppe Garibaldi, cippo in marmo posto il 2 settembre 2007 dall'associazione "Il Risveglio di Cala Martina", a ricordo degli eventi dell'estate 1849 che videro il patriota italiano sfuggire agli inseguitori imbarcandosi dalla vicina Cala Martina. Un ulteriore monumento è infatti situato sulla spiaggia della caletta ed è opera dello scultore Tolomeo Faccendi.
Della chiesa di San Severo, documentata in epoca alto-medievale, non è rimasta traccia, ma sono stati rinvenuti resti murari con paramenti esterni realizzati con ciottoli fluviali appartenuti alla fonte – che la tradizione riteneva miracolosa in quanto benedetta da san Severo – presso la quale si trovava la chiesa. Allo stesso modo, anche della Torre di Portiglioni, torre costiera di epoca medievale situata alla foce del Pecora, non è rimasta traccia.
Numerose sono inoltre le testimonianze archeologiche di epoca antica disseminate nel territorio della frazione: tra le varie si trovano una tomba alla cappuccina, risalente al III secolo a.C. e rinvenuta nel 1956; un insediamento della tarda età del Bronzo, rinvenuto a 500 metri dal mare, i cui reperti (soprattutto ceramiche) sono esposti al museo archeologico del Puntone; e la villa romana del Puntone Vecchio, ruderi di un antico edificio classico risalente al I secolo a.C. e probabilmente in uso fino alla prima metà del III secolo d.C., situato poco a nord del porto in località Puntone Vecchio. La villa è stata danneggiata dalla costruzione del canale artificiale a servizio dello stabilimento chimico e fatto costruire dalla società Montecatini nel 1962.

## Società

### Evoluzione demografica
Quella che segue è l'evoluzione demografica della frazione del Puntone. Sono indicati gli abitanti del centro abitato e dove è possibile è inserita la cifra riferita all'intero territorio della frazione.
| Anno | Abitanti       | Abitanti |
| Anno | Centro abitato | Frazione |
| ---- | -------------- | -------- |
| 1961 | 116            | -        |
| 1981 | 116            | 463      |
| 2001 | 345            | -        |
| 2011 | 503            | -        |

## Cultura

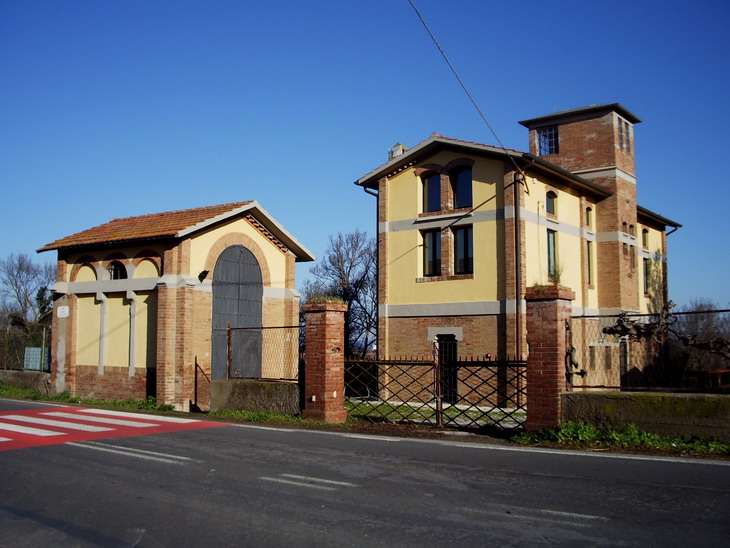
Il casello idraulico del Puntone

### Musei
Nella frazione del Puntone è situato il museo archeologico di Portus Scabris (MAPS), allestito tra il 2009 e il 2010 nei locali dell'ex casello idraulico allo scopo di ricostruire, attraverso i reperti archeologici rinvenuti nelle campagne di scavo del 2001, la storia dell'antico scalo frequentato sin dalla fine del III secolo a.C. e poi abbandonato in età moderna.

## Geografia antropica
La frazione è costituita dai nuclei dei due centri abitati di Puntone e Portiglioni, che si sono ritrovati saldati in un unico centro in seguito alla realizzazione del porto turistico, che è andato ad urbanizzare il tratto costiero che li divideva. Puntone costituisce il centro della frazione e ha avuto origine nel punto dove il Pecora si immette nel padule, e dove era stato realizzato il casello idraulico a controllo dell'area umida. Portiglioni invece era a parte più a sud, in direzione della cala di Terrarossa, dove si trovava il centro in epoca medievale e in epoca contemporanea furono qui realizzati i piloni a mare per il carico della pirite. Mentre la località di Portiglioni andò incontro ad un progressivo spopolamento, quella del Puntone, nella seconda metà del XX secolo, si sviluppò significativamente, anche da un punto di vista turistico. Nel censimento Istat del 2011 le località sono considerate per la prima volta come un centro abitato unico, anche se erroneamente il toponimo indicato è quello di Portiglioni, anziché Puntone, nome ufficiale della frazione.

## Economia
Il Puntone di Scarlino, antico centro industriale e commerciale, è oggi una località balneare rinomata del litorale grossetano, conosciuta per le sue spiagge e per l'attrezzato porto turistico, il principale approdo a servizio della zona settentrionale della provincia di Grosseto. Il porto viene anche spesso considerato come il porto della città di Follonica, che non possedendo un ormeggio nel proprio territorio comunale, utilizza quello del Puntone, da cui dista solamente 4 chilometri. Dal porto, inoltre, veleggiando sotto costa, è possibile raggiungere le suggestive calette delle Bandite di Scarlino, famose anche all'estero per le loro acque limpide e sabbie cristalline: Cala di Terra Rossa, Cala Le Donne, Cala Martina, Cala Violina, Cala Civette.

## Infrastrutture e trasporti

### Strade
La frazione è posizionata lungo la strada provinciale 158 delle Collacchie, già strada statale 322, che collega le città di Follonica e Grosseto attraversando i centri abitati della costa tirrenica. Dal centro della località ha inizio inoltre la strada provinciale 60 del Puntone, che collega la frazione con Scarlino e Bagno di Gavorrano.

### Porti
La frazione è servita da un attrezzato porto turistico.

### Piste ciclabili
La frazione è servita da una ciclovia in  terra battuta e ghiaia che ha inizio in località Portiglioni, a sud dell'abitato, e termina a Punta Ala, nel comune di Castiglione della Pescaia, attraversando le calette sul litorale delle Bandite di Scarlino.